# Guntars Grīnvalds
Guntars Grīnvalds (ur. 1 czerwca 1973 w Rydze) – łotewski polityk, prawnik i menedżer, w 2006 minister sprawiedliwości.

## Życiorys
W 1995 uzyskał licencjat z prawa na Uniwersytecie Łotwy w Rydze, a w 2016 magisterium z tej dziedziny na tej samej uczelni. Zawodowo związany z sektorem prywatnym, był m.in. dyrektorem do spraw prawnych w grupie Linstow Varner. Powoływany w skład rad nadzorczych i zarządów różnych przedsiębiorstw.
Należał do założycieli Nowej Partii, w 2002 wszedł w skład zarządu Pierwszej Partii Łotwy. Pełnił funkcję doradcy do spraw gospodarczych w łotewskim rządzie. Był dyrektorem departamentu prawnego łotewskiej agencji inwestycji i rozwoju oraz wicedyrektorem agencji ds. funduszy strukturalnych UE. Zasiadał w zarządzie Wolnego Portu Ryga.
Od kwietnia do listopada 2006 zajmował stanowisko ministra sprawiedliwości w gabinecie Aigarsa Kalvītisa. Powrócił do pracy w sektorze prywatnym. W 2013 został wybrany na radnego gminy Krimulda; objął funkcję przewodniczącego rady gminy, z której zrezygnował w 2015. W 2018 związał się z Socjaldemokratyczną Partią „Zgoda”.